# ژان ژوزف فرانسوا پرو
ژان پرو (به فرانسوی: Jean Perrot)، (زاده ۱۰ ژوئن ۱۹۲۰ – درگذشته ۲۴ دسامبر ۲۰۱۲) باستان‌شناس مشهور فرانسوی بود.
پرو در سال ۱۹۲۰ در کشور فرانسه به دنیا آمد.
وی کاوش‌های فراوانی در محوطه‌های تاریخی سراسر جهان انجام داده و در این بین سرپرست هیئت باستان‌شناسی فرانسه در شهر تاریخی شوش ایران از سال ۱۹۶۸ تا سال ۱۹۷۹ نیز بوده‌است.
این باستان شناس مشهور در سال ۱۹۶۸ پس از بازنشستگی رومن گیرشمن سرپرست هیئت کاوش‌های باستانشناسی در شوش شد.
ژان پرو یک سال بعد، کار خود را به همراه «دانیل لایری» در کاخ هخامنشی آپادانا آغاز کرد و پس از آن در کنار اطلاعات زیادی که از این محوطه تاریخی به دست آورد، موفق به کشف کتیبه‌های کاخ و مجسمه داریوش بزرگ شد.
او دست کم ۱۰، ۱۵ سال رئیس هیئت باستان‌شناسی شوش بود و با توجه به کارهای عظیمی که انجام داد، باید گفت خدمات زیادی به ایران کرده‌است.
ژان پرو کتاب «کاخ داریوش» (Le palais de Darius à Suse: une résidence royale sur la route de Persépolis à Babylone) را سال ۲۰۱۱ منتشر کرد و کتابی نیز دربارهٔ ایران در دست نگارش داشت. این نکته نشان از علاقه وی به ایران دارد.
ژان ژوزف فرانسوا پرو که همسرش ایرانی بود، ۲۴ دسامبر سال ۲۰۱۲ به دلیل بیماری، در سن ۹۲ سالگی درگذشت.